# Morten Thrane Esmark
Pour les articles homonymes, voir Thrane et Esmark.

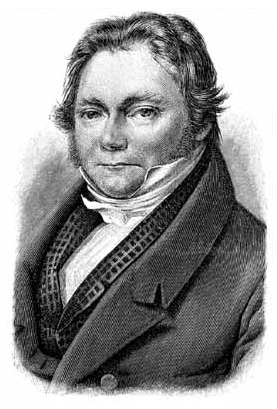
Jöns Jacob Berzelius, découvreur du thorium dans les échantillons de thorite envoyés par Morten Thrane Esmark

Hans Morten Thrane Esmark (21 août 1801 - 24 avril 1882), né à Kongsberg était un prêtre de nationalité norvégienne et un minéralogiste.

## Biographie
Fils du minéralogiste Jens Esmark et de Wibeche Thrane f. Brünnich, il porte le nom de son grand-père Morten Thrane Brünnich. Il épouse Ulrike Benedicte Wiborg, avec qui il a au moins une fille, la naturaliste Birgitte Esmark (no). En 1825, il passe son examen théologique et devient aumônier à Eidanger.
Il a lancé l'essor de l'étude minéralogique de la région Langesundsfjord (en) en faisant parvenir des échantillons qu'il y a trouvés à plusieurs sociétés minéralogiques en Norvège. En particulier, il a découvert la thorite en 1828 sur l'île de Løvøya et en a envoyé les premiers échantillons à son père, Jens Esmark, professeur émérite de minéralogie et de géologie. Il ne fut pas en mesure de l'identifier alors il envoya les échantillons à Jöns Jacob Berzelius. En 1829, Berzelius découvrit un nouvel élément dans les fragments. Le nouvel élément fut baptisé thorium en référence au dieu scandinave du tonnerre, Thor, d'où le nom de thorite donné à ce nouveau minéral. D'autre part, l'esmarkite, une cordiérite hydratée, a été nommée en hommage à Hans Morten Thrane Esmark.
Le prêtre anglais Richard Carter Smith a rencontré le jeune Esmark en 1838 et l'a décrit comme « un jeune homme intelligent qui est un entomologiste et ornithologue ». Carter a noté qu'il avait une collection d'insectes qui comprenait 2 000 espèces et une collection de 120 espèces d'oiseaux (toutes norvégiennes). La collection de minéraux de Morten Thrane Esmark a été donnée au musée d'histoire naturelle de Tromsø (Norvège).